# Santa Barbara Island
Santa Barbara Island ist eine kleine, unbewohnte Insel der kalifornischen Kanalinseln im Pazifik. Mit nur 2,625 km² stellt sie die kleinste Insel des Archipels dar und erreicht im Signal Hill eine Höhe von 193 Metern über dem Meer. Santa Barbara Island liegt rund 45 Kilometer westlich von Santa Catalina Island sowie 61 Kilometer südlich der kalifornischen Küste etwas isoliert im Zentrum der Channel Islands. Der Insel ist südwestlich das kleine Sutil Island (0,05 km²) vorgelagert. Santa Barbara Island gehört zum gleichnamigen County und ist Bestandteil des Channel-Islands-Nationalparks. Die Parkverwaltung unterhält auf der Insel eine kleine Besucherkontaktstation.

## Geschichte
Die Insel wurde für Europa erstmals 1542 vom portugiesischen Entdecker Juan Rodríguez Cabrillo gesichtet und gut 60 Jahre später vom spanischen Entdecker Sebastián Vizcaíno nach der Heiligen Barbara benannt.